# Papilionoidea
Papilionoidea је велика натпородица лептира (лат. Lepidoptera).

## Таксономија
Резултати филогенетских анализа указују на то да је традиционало схваћена натпородица Papilionoidea у ствари парафилетска, као и то да би скелари и амерички дневни лептири-мољци требало да буду укључени у ову натпородицу, како би на исправан начин били представљени филогенетски односи између ове две породице и породица традиционално укључених у Papilionoidea.

### Породице
У оквиру ове натпородице се према класификацији налазе следеће породице:
- Једрилци
- Белци
- Шаренци
- Плавци
- Пегавци
- Скелари (лат. Hesperiidae)